# Trudoliubivka, Vilneansk
Trudoliubivka (în ucraineană Трудолюбівка) este un sat în comuna Maksîmivka din raionul Vilneansk, regiunea Zaporijjea, Ucraina.

## Demografie
Componența lingvistică a localității Trudoliubivka
     Ucraineană (87,16%)
     Rusă (12,84%)
Conform recensământului din 2001, majoritatea populației localității Trudoliubivka era vorbitoare de ucraineană (87,16%), existând în minoritate și vorbitori de rusă (12,84%).